# Indy Japan 300 2003
Indy Japan 300 2003 var ett race som var den tredje deltävlingen i IndyCar Series 2003. Racet kördes den 13 april på Twin Ring Motegi i Japan. Scott Sharp tog hem segern, med Kenny Bräck och Felipe Giaffone som övriga förare på pallen. Med sin seger, tog Sharp över ledningen i mästerskapet.

## Slutresultat
| Plats | Förare            | Team                     | Grid |
| ----- | ----------------- | ------------------------ | ---- |
| 1     | Scott Sharp       | Kelley Racing            | 7    |
| 2     | Kenny Bräck       | Team Rahal               | 6    |
| 3     | Felipe Giaffone   | Mo Nunn Racing           | 9    |
| 4     | Michael Andretti  | Andretti Green Racing    | 10   |
| 5     | Al Unser Jr.      | Kelley Racing            | 8    |
| 6     | Sam Hornish Jr.   | Panther Racing           | 13   |
| 7     | Dan Wheldon       | Andretti Green Racing    | 5    |
| 8     | Tora Takagi       | Mo Nunn Racing           | 3    |
| 9     | Greg Ray          | Access Motorsports       | 23   |
| 10    | Robbie Buhl       | Dreyer & Reinbold Racing | 19   |
| 11    | Shinji Nakano     | Beck Motorsports         | 21   |
| 12    | Jaques Lazier     | Team Menard              | 16   |
| 13    | Buddy Rice        | Cheever Racing           | 20   |
| 14    | Tony Kanaan       | Andretti Green Racing    | 2    |
| 15    | Scott Dixon       | Chip Ganassi Racing      | 1    |
| 16    | Tomas Scheckter   | Chip Ganassi Racing      | 4    |
| 17    | Alex Barron       | Mo Nunn Racing           | 12   |
| 18    | A.J. Foyt IV      | A.J. Foyt Enterprises    | 18   |
| 19    | Buddy Lazier      | Hemelgarn Racing         | 17   |
| 20    | Shigeaki Hattori  | A.J. Foyt Enterprises    | 23   |
| 21    | Roger Yasukawa    | Fernández Racing         | 15   |
| 22    | Hélio Castroneves | Marlboro Team Penske     | 11   |
| 23    | Sarah Fisher      | Dreyer & Reinbold Racing | 14   |
| 24    | Scott Mayer       | PDM Racing               | 24   |